# Machta Hammoud
 (juillet 2015).
Si vous disposez d'ouvrages ou d'articles de référence ou si vous connaissez des sites web de qualité traitant du thème abordé ici, merci de compléter l'article en donnant les références utiles à sa vérifiabilité et en les liant à la section « Notes et références ».
Machta Hammoud (Mashta Hammud) est un village dans le District du Akkar au Liban.

## Étymologie
À l'origine, il existait un seul village, Machta Hamza. Mais à la suite de la mort de Hamza, le père de Hammoud et Hassan, le grand village a été divisé en deux villages: Machta Hammoud et Machta Hassan.

## Géographie
Il se trouve à une altitude moyenne de 380 mètres et s'étend sur une surface de 1231 hectares.

## Population

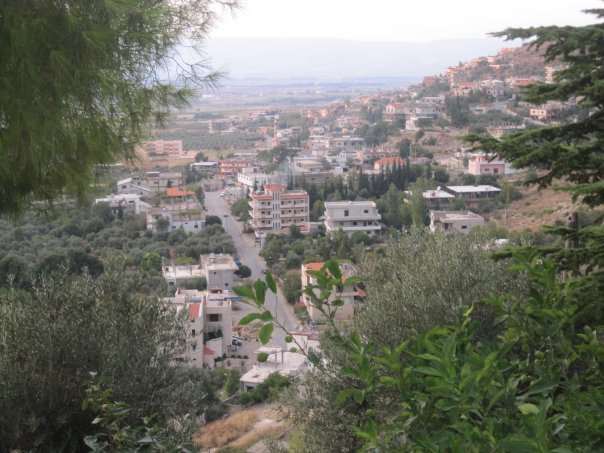
Machta Hammoud vue de Machta Hassan.

Le nombre des habitants est estimé à 3000 personnes (Selon les statistiques de l'élection dans la province du Akkar en 2010 : 2700 électeurs) dont un grand nombre est à l'étranger.
Les familles Dandachi, Ramadan et El Ghafari sont parmi les familles originaires de ce village.

## Politique
La première municipalité à Machta Hammoud a été élue en 2004. Le premier maire était Mohamad Bachir El Ghafari.
En 2010 un nouveau maire a été élu.

## Religion
La religion de la majorité des habitants de Machta Hammoud est l'islam sunnite. 